# US Open 2017/Herrendoppel-Rollstuhl
Das Herrendoppel (Rollstuhl) der US Open 2017 war ein Rollstuhltenniswettbewerb in New York City und fand vom 7. bis zum 10. September statt.
Sieger der letzten Austragung 2015 waren Stéphane Houdet und Gordon Reid, die dieses Jahr mit anderen Partnern teilnahmen.

## Setzliste
| Nr. | Paarung                        | Erreichte Runde |
| --- | ------------------------------ | --------------- |
| 01. | Stéphane Houdet Nicolas Peifer | Finale          |
| 02. | Alfie Hewett Gordon Reid       | Sieg            |

## Hauptrunde
Zeichenerklärung
- Q = Qualifikant
- WC = Wildcard
- LL = Lucky Loser
- ITF = qualifiziert über ITF-Ranking
- ALT = alternate (Ersatz)
- PR = Protected Ranking
- SE = Special Exempt
- r = retired (Aufgabe)
- d = Disqualifikation
- w.o. = walkover
- [ ] = Match-Tie-Break

|  | Halbfinale | Halbfinale                       | Halbfinale | Halbfinale | Halbfinale |  |  | Finale | Finale                         | Finale | Finale | Finale |
|  |            |                                  |            |            |            |  |  |        |                                |        |        |        |
|  |            |                                  |            |            |            |  |  |        |                                |        |        |        |
|  | 1          | Stéphane Houdet Nicolas Peifer   | 6          | 5          | [10]       |  |  |        |                                |        |        |        |
|  |            | Joachim Gérard Stefan Olsson     | 3          | 7          | [8]        |  |  |        |                                |        |        |        |
|  |            |                                  |            |            |            |  |  | 1      | Stéphane Houdet Nicolas Peifer | 5      | 4      |        |
|  |            |                                  |            |            |            |  |  | 2      | Alfie Hewett Gordon Reid       | 7      | 6      |        |
|  |            | Gustavo Fernández Shingo Kunieda | 3          | 2          |            |  |  |        |                                |        |        |        |
|  | 2          | Alfie Hewett Gordon Reid         | 6          | 6          |            |  |  |        |                                |        |        |        |
|  |            |                                  |            |            |            |  |  |        |                                |        |        |        |